# Жансиньи
Жансиньи́ (фр. Jancigny) — коммуна во Франции, находится в регионе Бургундия. Департамент коммуны — Кот-д’Ор. Входит в состав кантона Мирбо-сюр-Без. Округ коммуны — Дижон.
Код INSEE коммуны — 21323.

## Население
Население коммуны на 2010 год составляло 130 человек.
| 1962 | 1968 | 1975 | 1982 | 1990 | 1999 | 2010 |
| ---- | ---- | ---- | ---- | ---- | ---- | ---- |
| 65   | 77   | 72   | 78   | 87   | 100  | 130  |

## Экономика
В 2010 году среди 76 человек трудоспособного возраста (15—64 лет) 59 были экономически активными, 17 — неактивными (показатель активности — 77,6 %, в 1999 году было 65,6 %). Из 59 активных жителей работали 57 человек (31 мужчина и 26 женщин), безработных было 2 (2 мужчин и 0 женщин). Среди 17 неактивных 6 человек были учениками или студентами, 3 — пенсионерами, 8 были неактивными по другим причинам.